# Caucasina
Caucasina es un género de foraminífero bentónico de la Subfamilia Caucasininae, de la Familia Caucasinidae, de la Superfamilia Delosinoidea, del Suborden Buliminina y del Orden Buliminida. Su especie tipo es Caucasina oligocenica. Su rango cronoestratigráfico abarca desde el Campaniense (Cretácico superior) hasta el Serravalliense (Mioceno superior).

## Discusión
Clasificaciones previas incluían Caucasina en el suborden Rotaliina del orden Rotaliida.

## Clasificación
Caucasina incluye a las siguientes especies:
- Caucasina alpina †
- Caucasina aziderensis †
- Caucasina coprolithoides †
- Caucasina buliminoides †
- Caucasina bullata †
- Caucasina eocaenica †
- Caucasina indica †
- Caucasina inflata †
- Caucasina lappa †
- Caucasina lucera †
- Caucasina magna †
- Caucasina minuta †
- Caucasina oligocenica †
- Caucasina pseudoelongata †
- Caucasina schischkinskayae †
- Caucasina sectile †
- Caucasina selknamia †
- Caucasina tenebricosa †
- Caucasina tuzkoensis †

Otras especies consideradas en Caucasina son:
- Caucasina gutsulica, considerado sinónimo de Baggatella gutsulica
- Caucasina lalovi, considerado sinónimo de Baggatella lalovi

En Caucasina se ha considerado el siguiente subgénero:
- Caucasina (Terebro), también considerado como género Terebro, pero considerado nomen nudum